# Лі Тан
Лі Тан (1066 — 1150) — один з провідних китайських художників часів династії Сун.

## Життєпис
Про родину немає відомостей. Народився у 1066 році в області Хеян (сучасний повіт Менсянь провінції Хенань). Життєвий шлях Лі Тана простежується тільки з 1101 року, коли йому виповнилося не менше: його ім'я було внесено до переліки студентів, що були зараховані до Академії живопису. По завершенні навчання він був зарахований до її штату і у 1111 році витримав іспит для підвищення по службі. Виконана ним екзаменаційна робота отримала особливий схвальний відгук імператора Хуей-цзуна, який особисто керував діяльності Академії живопису. 1124 року Лі Тан отримав призначення на вищу академічну посаду дайчжао. Він вже тоді був широко популярним серед цінителів, представників знаті та чиновництва.
У 1126 році Лі Тан, рятуючись від навали чжурчженей, слідом за двором втік на Південь. Тут імператор династії Південна Сун Гао-цзун, особистим рішенням призначив його головою Академії живопису, відтвореної у новій столиці Китаю м. Ліньань (сучасне м.Ханчжоу провінції Чжецзян). Цей імператор суто високо цінував пізнання Лі Тана в області живопису та його власну творчість, ставлячи твори художника врівень з шедеврами прославлених майстрів епохи Тан. Помер Лі Тан у 1160 році.

## Творчість
З усього доробку Лі Тана дотепер збереглося близько 40 робіт. Він працював у декількох різновидах жанру жень-у (人物, "живопис й зображення фігур) тав шань-шуй (山水, «живопис та зображення гір і вод»), привносячи до них певні новації.
Для жанру жень-у головною новацією стало звернення до повсякденного життя та створення невигадливих, з добрим гумором жанрових сценок. Однією з найкращих робіт такого роду визнається картина Лі Тана «Лікування старого припіканням», інший переклад «Сільський лікар». На ній зображена колоритна група, яка розташувалась посередині сільської дороги, що веде до мосту, в центрі — лікар і пацієнт. Лікаря показано таким, що сидить на низькій лавці у профіль до глядача, з щирим натхненням і професійним інтересом робить припікання на спині літнього селянина. Обличчя хворого спотворено стражданням, його утримують на місці два молодих селяни. Іронія художника відчувається також у контрасті між «приземленою» жанровою сценою і витонченим зображенням розлогого дерева, немов скопійованого з пейзажного сувою. Винесене на ближній план, дерево займає майже усю ліву частину картини, воно відіграє важливу композиційну роль, організовуючи художній простір за діагональним принципом.
Окрему тематичну групу жанрового живопису Лі Тана складають картини із зображенням биків, які зазвичай показано на тлі сільського пейзажу або побутових сцен. З цією групою творів пов'язане виникнення особливого сюжетного напрямку, присвяченого розробці теми зображень буйвола з хлопчиком-пастухом.
Ще одні новації простежуються у пейзажному живописі Лі Тана, які можна побачити у картиніа «Сосни на вітрі посередині тисяч ущелин (долин)», інші переклади «Сосновий вітер в ущелинах», «Сосни на вітрі у безкрайніх долинах». Вона була створена Лі Таном у 1124 році. На свиті представлений вид гірського масиву, що займає собою середній план. На перший погляд, ця картина вторить пейзажам Фань Куаня, знаменитого пейзажиста X ст. Подібність посилюється спільністю технічних прийомів, що використовуються для передачі фактури каменю й води. Водночас Лі Тан багато в чому відходить не тільки від живопису Фань Куаня, але і від північносунського академічного пейзажу в цілому. За контрастом до важких масивним форм переднього плану він застосовує далечінь, що тане, зникає у серпанку, тонкі стовбури дерев, увінчані витонченими, немов мереживними, кронами, широкий простір неба, що не нависає над землею, а минає вгору. На відміну від творів Фань Куаня, що створювали відчуття присутності глядача в безмежному світі природи, пейзаж Лі Тана підкреслено обмежений краями сувою, тим самим композиція поєднується із загальним настроєм картини, переданим у дуже елегантній, але прохолодно-стриманій мальовничій манері. Характерними прикметами нового стилю Лі Тана є відмова від всеосяжного сприйняття природи як втілення Всесвіту та зниження внутрішньої напруги картин при зростанні їх естетичної привабливості.
Важливою новацією Лі Тана є створення композицій на тему «милування природою», що зумовило введення до пейзажу людських фігур у стані спокійного спілкування чи споглядання. Виразним зразком подібних сцен виступає альбомний аркуш «Сидячи на каменях, дивляться на хмари», виконаний у манері «ретельного пензля» (гунбі 工笔) з використанням інтенсивних синьо-зелених тонів. Пейзаж відтворює гірську ущелину зі скелями, що здіймаються, крутими схилами, порослими деревами, крони яких ефектно вимальовуються на тлі серанку, що закриває верхню частину ущелини. У нижній правій частині картини зображені дві людини, що сидять прямо на кам'яних брилах та насолоджуються пишністю природи.
Ще однією картиною, що була написана у згаданій манері, є «Збір повитиці». Вона написана за мотивами легенди про відомі особистості старовини — братів-чиновників Бо І та Шу Ци. Не бажаючи служити владі династії Чжоу (XI—III ст. до н. е.), яка підкорила рідну для них державу Шан-Інь, вони втекли у гори та загинули голодною смертю. У подальшій традиції, насамперед в конфуціанстві, брати шанувалися втіленням образу благородної особистості (цзюнь цзи). Однак з художнього погляду картину Лі Тана ніщо, окрім назви, не пов'язує з легендою про братів-мучеників: пейзаж переповнений безтурботністю, фігури персонажів, що сидять під широкою кроною сосни й ніби ведучих неквапливу розмову, не містять натяку на страждання легендарних братів або їх майбутню загибель.
Наприкінці життя у творчості Лі Тана явно намітився перехід від ілюстрації епізодів національної історії до «псевдоісторичних» композиціяй, в яких звернення до старовини було лише умовним художнім прийомом.
Тематичні і стилістичні новації Лі Тана мали великий вплив на південносунський академічний живопис, позначилися у творчості двох її провідних представників — Ма Юаня й Ся Гуя.